# Thomas Atwood
Thomas Atwood (fallecido en Londres en 1793) fue un juez y funcionario colonial inglés, presidente del Tribunal Supremo de Justicia de Dominica y, posteriormente, del Tribunal Supremo de Bahamas .

## Vida
Aunque no hay registros de los detalles biográficas de la vida de Atwood, él es conocido por escribir el primer relato completo de Dominica desde un punto de vista histórico y general, La historia de la isla de Dominica. En este texto explicaba su creencia de que Dominica podía ser la mejor colonia inglesa en las Indias Occidentales, debido a su gran cantidad de tierra fértil y sin cultivar.
Desde una perspectiva histórica, explicó que la isla había prosperado gracias al puerto libre de Roseau entre 1770 y 1775, sin embargo, se echó a perder debido a la mala gestión  y las "desventajas" de permanecer bajo el dominio francés entre la invasión de Dominica, en 1778, hasta su rendición en 1783. A pesar de esto, expresó su idea de que los daños provocados por los franceses en la isla se podrían revertir con un aumento del ganado y de los africanos esclavizados en las plantaciones de azúcar.  El libro fue publicado en 1791, acompañado de un panfleto - Observaciones sobre el verdadero método de tratamiento y uso de los esclavos negros en las Islas Británicas de las Indias Occidentales -, en el que defendió la esclavitud, afirmando que los esclavos eran mejor tratados que los trabajadores ingleses del hogar.
La descripción proporcionada por Atwood sobre Dominica fue incorporada directamente por Bryan Edwards, durante la Revolución Estadounidense, en su libro La Historia, Civil y Comercial, de las colonias británicas en las Indias Occidentales.
Aunque se desconocen las circunstancias, Atwood fue capturado y murió en la prisión de King's Bench "a una edad avanzada, destrozado por las desgracias", el 27 de mayo de 1793. 

## Legado
El extinto guacamayo dominiqués verde-amarillo se llama Ara Atwoodi en honor a la descripción proporcionada por Atwood en 1791 en su libro La historia de la Isla de Dominica.

## Trabajos
- Atwood, Thomas (1791). The History of the Island of Dominica. London, England: J. Johnson.
- Atwood, Thomas (1789). Observations on the True Methods of Treatment & Usage of the Negro Slaves in the British West-India Islands (en inglés).